# Stigmatomma electrinum
Stigmatomma groehni (лат.) — ископаемый вид муравьёв из подсемейства Amblyoponinae (Formicidae). Название происходит от латинского слова electrum (янтарь).

## Описание
Обнаружен в нижнеэоценовом балтийском янтаре (Россия, Priabonian, 37,2—33,9 млн лет), голотип GPIH-4508 хранится в коллекции Geologische-Paläontologischer Institut der Universität Hamburg (взят из частной коллекции балтийского и биттерфильдского янтаря Carsten Gröhn, Glinde, Германия, где был под номером CGC-3335). Длина тела самца около 3 мм. Голова расширена кпереди, отчётливо длиннее своей ширины. Усики 12-члениковые. Длина груди 1,0 мм, длина переднего крыла 1,75 мм. Глаза большие, почковидные, сильно смещены кпереди, так что щека короче диаметра скапуса. Лобные кили отсутствуют. Наличник незубчатый, со слабовогнутым передним краем. Крылья широкие. Переднее крыло с замкнутыми ячейками 1 + 2r, 3r, rm, mcu и cua. Ячейка 3r короткая и широкая, её длина всего в 1,7 раза больше максимальной ширины, её вершина заостренная и лежит на краю крыла. На правом крыле голотипа поперечные жилки rs-m и r-rs встречаются отдельно с RS, в то время как на левом крыле они встречаются с RS в одной точке, по существу образуя единую поперечную жилку. Ячейка mcu пятиугольная, на левом крыле голотипа — примерно такой же длины, как ширина, а на правом крыле её длина вдвое больше ширины.